# فرازا (فیلم)
«فرازا» (انگلیسی: Altitude (film)) فیلمی در ژانر ترسناک است که در سال ۲۰۱۰ منتشر شد. از بازیگران آن می‌توان به مایک دوپود، جسیکا لاندس، و جولیانا گیل اشاره کرد.